# Deutsche Spezialabteilung des Nikolaus-Lenau-Lyzeums Temeswar
Die Deutsche Spezialabteilung Temeswar (DSA) ist eine von zwei deutschen Lehreinrichtungen in Rumänien, eine weitere besteht in Bukarest. Sie wurde 1999 von der Zentralstelle für das Auslandsschulwesen (ZfA) im Bundesamt für Auswärtige Angelegenheiten (BfAA) im Auftrag des Auswärtigen Amts (AA) als Deutsche Auslandsschule (DAS) ins Leben gerufen. Sie betreut und unterrichtet Jugendliche von der neunten bis zur 12. Klasse. Seit dem Schuljahr 2004/05 wird hier jährlich das Deutsche Sprachdiplom der Kultusministerkonferenz (KMK) angeboten.
Die Spezialabteilung umfasst die Klassen 9 bis 12 mit dem Profil Mathematik-Informatik (MI) und ist Teil des Nikolaus-Lenau-Lyzeums.
Gegründet wurde die Abteilung im Jahre 1999 mit 50 Schülern. Schulleiter ist seit 2023 Frank Lembke. Seit 2020 hatte Constanze Klein das Amt inne. Es unterrichten sechs Auslandsdienstlehrkräfte an der Abteilung.
Die Unterrichtssprache ist Deutsch. Aus Deutschland vermittelte Lehrkräfte unterrichten die Schüler vier Jahre lang in den Fächern Deutsch, Mathematik und Geschichte nach deutschem Lehrplan und -system. Am Ende der zwölften Klasse absolvieren die Schüler in diesen drei Fächern die schriftlichen und mündlichen Abitur- sowie in den anderen Fächern die rumänischen Prüfungen.
Neben der Allgemeinen Hochschulreife (Abitur) nach 12 Schuljahren legen die Absolventen der Abteilung auch das rumänische Bakkalaureat ab. Die Abiturienten gelten in Deutschland als Bildungsinländer.
Die Spezialabteilung ist in der Region ein wichtiger Standortfaktor, unter anderem für die rumänisch-deutsche Wirtschaft, die rumänischen und deutschen Bildungspartner oder für rumänisch-deutsche politische und kulturelle Institutionen. Sie unterstützt die deutschsprachige Kultur des Banat und die deutsche Unterrichtstradition des Nikolaus-Lenau-Lyzeums in der Stadt. 
Die Abteilung wird von der Zentralstelle für das Auslandsschulwesen getragen und von der Kultusministerkonferenz betreut.